# ФК Аугзбург
ФК Аугзбург је немачки фудбалски клуб из града Аугзбурга. Аугзбург игра своје утакмице на ВВК арени капацитета 30.660 гледалаца.

## Успеси

### Национални
Друга Бундеслига Немачке
- Другопласирани (1): 2010/11.

Телеком куп Немачке (наследник лига купа)
- Финалиста (1) : 2015.

Куп Баварске
- Освајач (13): 1969-72, 1980, 1986, 1988, 1993, 1996, 1999, 2002, 2004, 2005.
- Финалиста (1): 1992.

## Аугзбург у европским такмичењима
| Сезона  | Такмичење   | Коло        | Клуб           | Дом. | Гост | Укупно |
| ------- | ----------- | ----------- | -------------- | ---- | ---- | ------ |
| 2015/16 | Лига Европе | Група Л     | Атлетик Билбао | 2:3  | 1:3  | 2.     |
| 2015/16 | Лига Европе | Група Л     | АЗ Алкмар      | 4:1  | 1:0  | 2.     |
| 2015/16 | Лига Европе | Група Л     | Партизан       | 1:3  | 3:1  | 2.     |
| 2015/16 | Лига Европе | 1/16 финала | Ливерпул       | 0:0  | 0:1  | 0:1    |